# Fórmula dentária

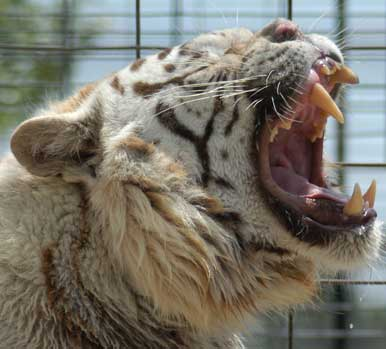
Foto na qual se destacam os caninos de um tigre. A presença dessas estruturas denota especialização dentária, permitindo que a dentição da espécie seja representada por uma fórmula dentária.

A fórmula dentária constitui uma representação numérica da dentição de mamíferos heterodontes, isto é, que possuem dentes diferenciados em: incisivos, caninos, pré-molares e molares. Trata-se de uma maneira sucinta de informar quantos dentes, de cada tipo, determinado animal possui.

## Significado
Para facilmente expor a dentição de uma espécie, basta usar a fórmula dentária. Ela informa quantos e quais são os dentes em uma hemi-arcada, isto é, em um dos lados da boca. Já que, para cada dente do lado direito, deve haver um equivalente no lado esquerdo e vice-versa; os números da fórmula podem ser interpretados como o número de pares de cada tipo de dente.
Na fórmula dentária, a denominação de cada dente está representada pela letra inicial, sendo minúscula para os decíduos e maiúscula para os permanentes. Estas iniciais se encontram dispostas sob a estrutura de fração, que traduz a separação das arcadas dentárias superior e inferior, tendo, como numerador, o número de dentes da hemi-arcada maxilar (superior) e no, denominador, os dentes da hemi-arcada mandibular (inferior). Observe o exemplo, que é a fórmula dentária dos humanos: I 2/2 C 1/1 M 2/2 (para dentes decíduos) e I 2/2 C 1/1 PM 2/2 M 3/3 (para dentes permanentes). 
Quando se trata de dentes permanentes e convém informar o total de dentes, é possível escrevê-la assim: {\displaystyle {\tfrac {2.1.2.3}{2.1.2.3}}\times 2=32}, informando que, em um ser humano adulto, deve haver dois pares de dentes incisivos superiores, um par de caninos superiores, dois pares de pré-molares superiores, três pares de molares superiores, dois pares de dentes incisivos inferiores, um par de caninos inferiores, dois pares de pré-molares inferiores, três pares de molares inferiores; totalizando 32 dentes.
Outro exemplo é o da onça pintada: {\displaystyle {\tfrac {3.1.3.1}{3.1.2.1}}\times 2=30}, isto é, um jaguar adulto deve possui três pares de dentes incisivos superiores, um par de caninos superiores, três pares de pré-molares superiores, um par de molares superiores, três pares de dentes incisivos inferiores, um par de caninos inferiores, dois pares de pré-molares inferiores, um par de molares inferiores; totalizando 30 dentes.